# Katepu Sieni
Katepu Iousa Sieni, mais conhecido como Katepu Sieni (Vaitupu, 11 de maio de 1988), é um futebolista tuvaluano que atua como goleiro. Atualmente, joga pelo Tofaga.

## Estatísticas de carreira

### International
- Atualizado até partida jogados a 2 de julho de 2018.[1]

| National team | Year  | Apps | Goals |
| ------------- | ----- | ---- | ----- |
| Tuvalu        | 2011  | 3    | 0     |
| Tuvalu        | 2017  | 8    | 0     |
| Tuvalu        | 2018  | 0    | 0     |
| Total         | Total | 8    | 0     |